# Friedrich Schulz
Pour les articles homonymes, voir Schulz.
Karl Friedrich « Fritz » Wilhelm Schulz (15 octobre 1897 à Polnisch Nettkow, arrondissement de Grünberg-en-Silésie – 30 novembre 1976 à Freudenstadt) est un General der Infanterie allemand qui a servi au sein de la Heer dans la Wehrmacht pendant la Seconde Guerre mondiale.
Il a été décoré de la croix de chevalier de la croix de fer avec feuilles de chêne et glaives, attribuée pour récompenser un acte d'une extrême bravoure sur le champ de bataille ou un commandement militaire avec succès.
Il était commandant du groupe d'armées G qui s'est rendu aux troupes américaines de la VIIe Armée US le 5 mai 1945 à Haar en
Bavière.

## Biographie
Pendant la Première Guerre mondiale, il s'engage comme volontaire en octobre 1914 dans le 54e régiment d'artillerie de campagne. En 1916, il est promu lieutenant, sert dans le 58e régiment d'infanterie (pl) et est décoré des deux classes de la Croix de fer ainsi que de l'insigne des blessés en noir.

## Décorations
- Croix de fer (1914)
  - 2e classe (2 juin 1916)
  - 1re classe (27 janvier 1918)
- Agrafe de la croix de fer (1939)
  - 2e classe (6 avril 1940)
  - 1re classe (14 juin 1940)
- Croix d'honneur
- Croix de chevalier de la croix de fer avec feuilles de chêne et glaives
  - Croix de chevalier le 29 mars 1942 en tant que Oberst im Generalstab et chef d'état-major du XXXXIII. Armee-Korps[1]
  - 428e feuilles de chêne le 20 mars 1944 en tant que Generalleutnant et commandant du III. Panzer-Korps[2]
  - 135e glaives le 26 février 1945 en tant que General der Infanterie et commandant de la 17. Armee[3]